# Wiejmarn (stacja kolejowa)
Wiejmarn (ros. Веймарн) – węzłowa stacja kolejowa w miejscowości Wiejmarn, w rejonie kingiseppskim, w obwodzie leningradzkim, w Rosji. Węzeł linii Petersburg – Iwangorod – Tallinn z liniami przez Kotły do Petersburga i Ust-Ługi oraz z linią do Słanców.

## Historia
Stacja powstała w XIX w. na trasie Kolei Bałtyckiej.

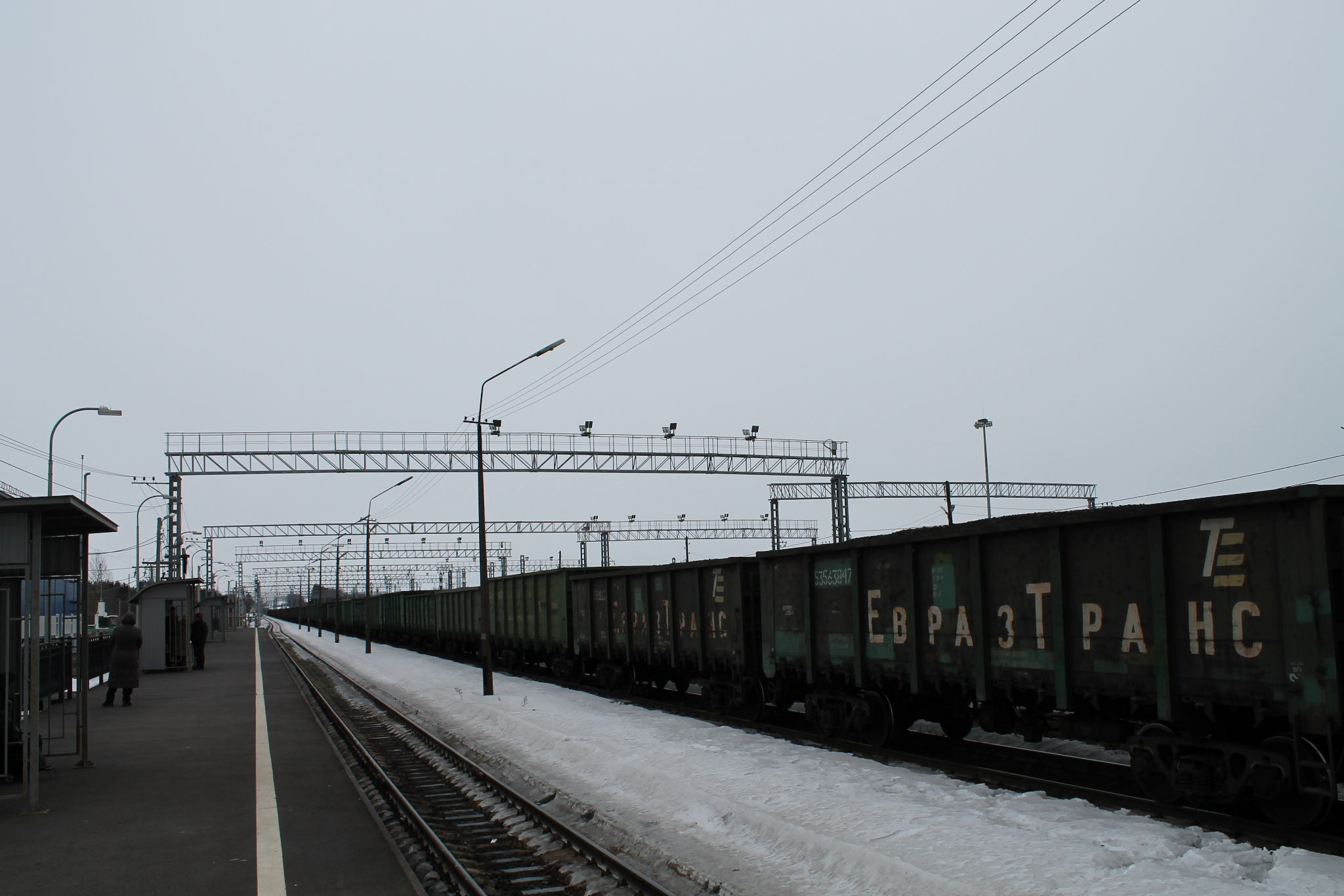
peron
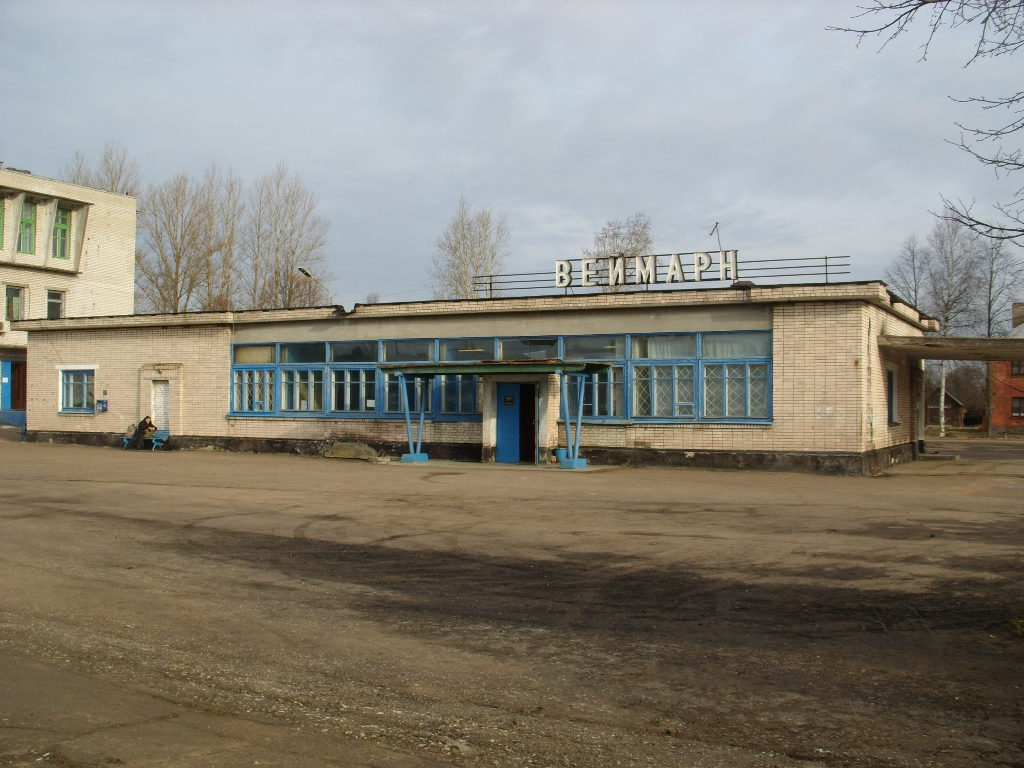
budynek stacyjny
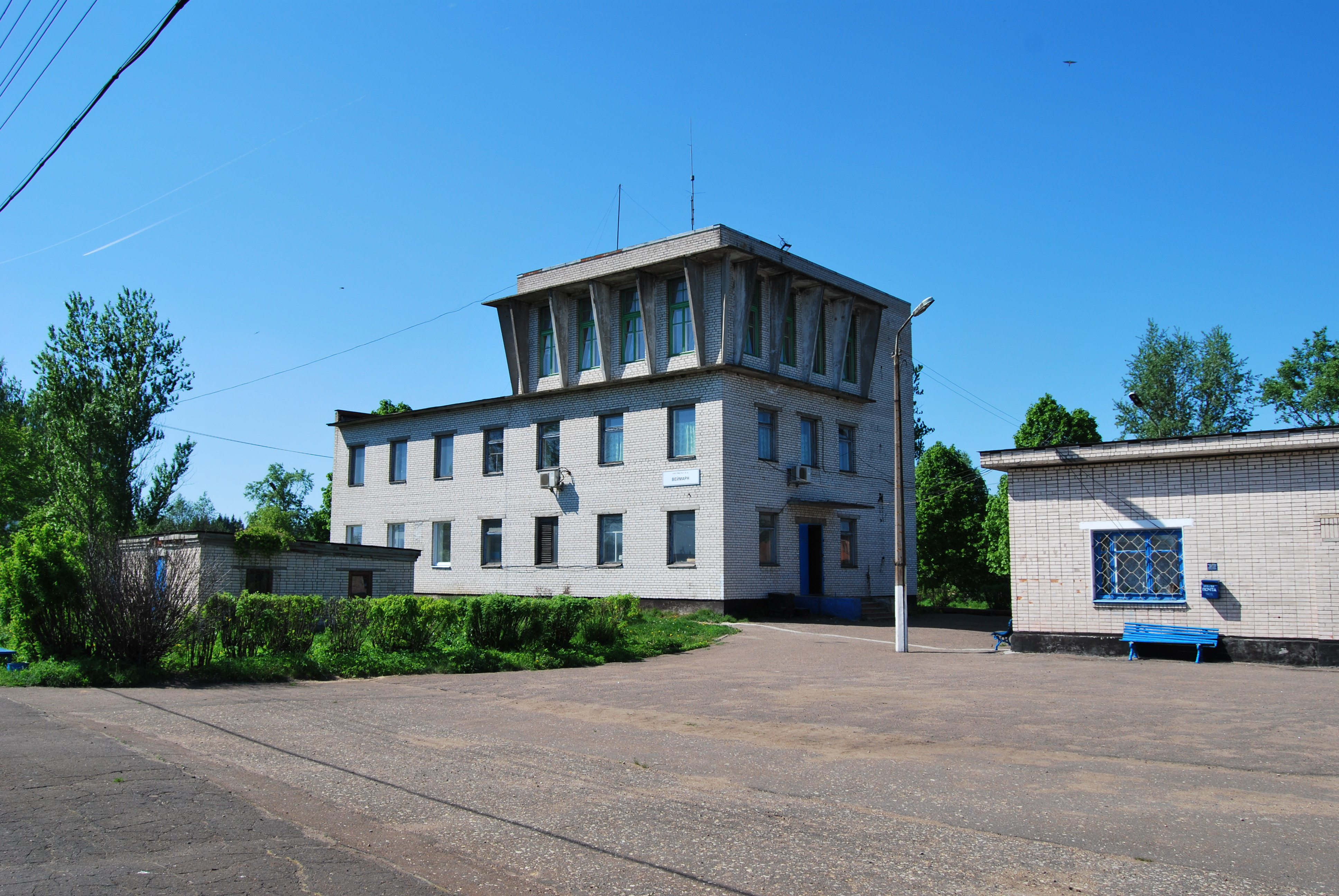
budynek stacyjny